# Borsig
La Borsig era una delle più famose aziende meccaniche tedesche.
Fondata a Berlino nel 1837 da August Borsig, l'azienda è nota per la produzione di locomotive a vapore, di cui fu il primo costruttore in Europa e il secondo al mondo, con ben tredicimila unità realizzate.

## Settori di attività
L'azienda tedesca rappresentò per decenni un esempio di industria avanzata nella realizzazione di una specifica gamma di prodotti: le locomotive a vapore, caratterizzando l'intera storia di tali mezzi di trasporto fino a diventarne uno dei maggiori costruttori al mondo.
La centesima locomotiva fu costruita nel 1846, nel 1854 fu raggiunta la cinquecentesima unità mentre la millesima locomotiva uscì di fabbrica il 21 agosto 1858, evento festeggiato con ospiti illustri tra i quali Alexander von Humboldt.
A partire dal 1876 vennero inoltre realizzati tram a vapore, dal 1880 su licenza Rowan, in società con la francese Société Franco-Belge de Matériel de Chemins de Fer.
Lo stabilimento di Tegel, presso Berlino, fu altesì sito per la produzione di motori a vapore per navi, macchine frigorifere e aratri a vapore. Dal 1900 Borsig costruì anche locomotive per imprese lavori ferroviarie e locomotive tranviarie. Nel 1902 fu costruita la duemillesima locomotiva, numero che crebbe ulteriormente negli anni successivi fino a registrare, nel 1954 la cifra di tredicimila esemplari prodotti.

## Storia

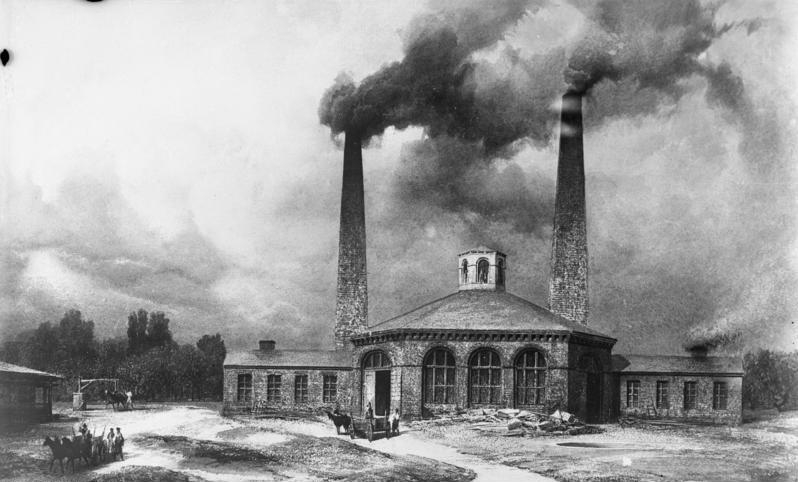
La fonderia e l'officina della Borsig presso la Oranienburger Tor nel 1847

Dopo un lungo periodo di lavoro presso la fonderia Franz Anton Egells, il 22 luglio 1837 Johann Friedrich August Borsig fondò una propria fonderia e officina meccanica nell'area berlinese denominata Feuerland, vicino alla Oranienburger Tor.
Come capomastro Borsig ingaggiò Johann Friedrich Ludwig Wöhlert, suo precedente compagno presso Egells, rimase fino al 1841 per poi fondare la F. Wöhlert'sche Maschinenbau-Anstalt und Eisengiesserei AG. Nel frattempo Borsig fabbricò la prima macchina a vapore e nel 1839 avviò per la prima volta la riparazione di locomotive a vapore per conto della Berlin-Potsdam-Magdeburger Eisenbahngesellschaft.
La prima locomotiva di Borsig, contraddistinta appunto con il numero di fabbrica 1, fu costruita nel 1840. La macchina aveva rodiggio 2'A1, telaio interno e cilindri a vapore esterni. Alla costruzione partecipò anche Wöhlert che più tardi rivendicò la paternità della macchina, ma il Borsig negò sempre tale circostanza.
Borsig utilizzò la locomotiva il 21 luglio dello stesso anno per una prova comparativa indetta dalla Berlin-Anhaltische Eisenbahn-Gesellschaft e in cui la concorrenza era rappresentata da una macchina di George Stephenson. La Borsig vinse la corsa con nun vantaggio di dieci minuti sulla macchina inglese, palesando la fattibilità di una produzione tedesca di locomotive, a discapito dei fabbricanti britannici allora pressoché monopolisti.

### La costruzione su scala industriale

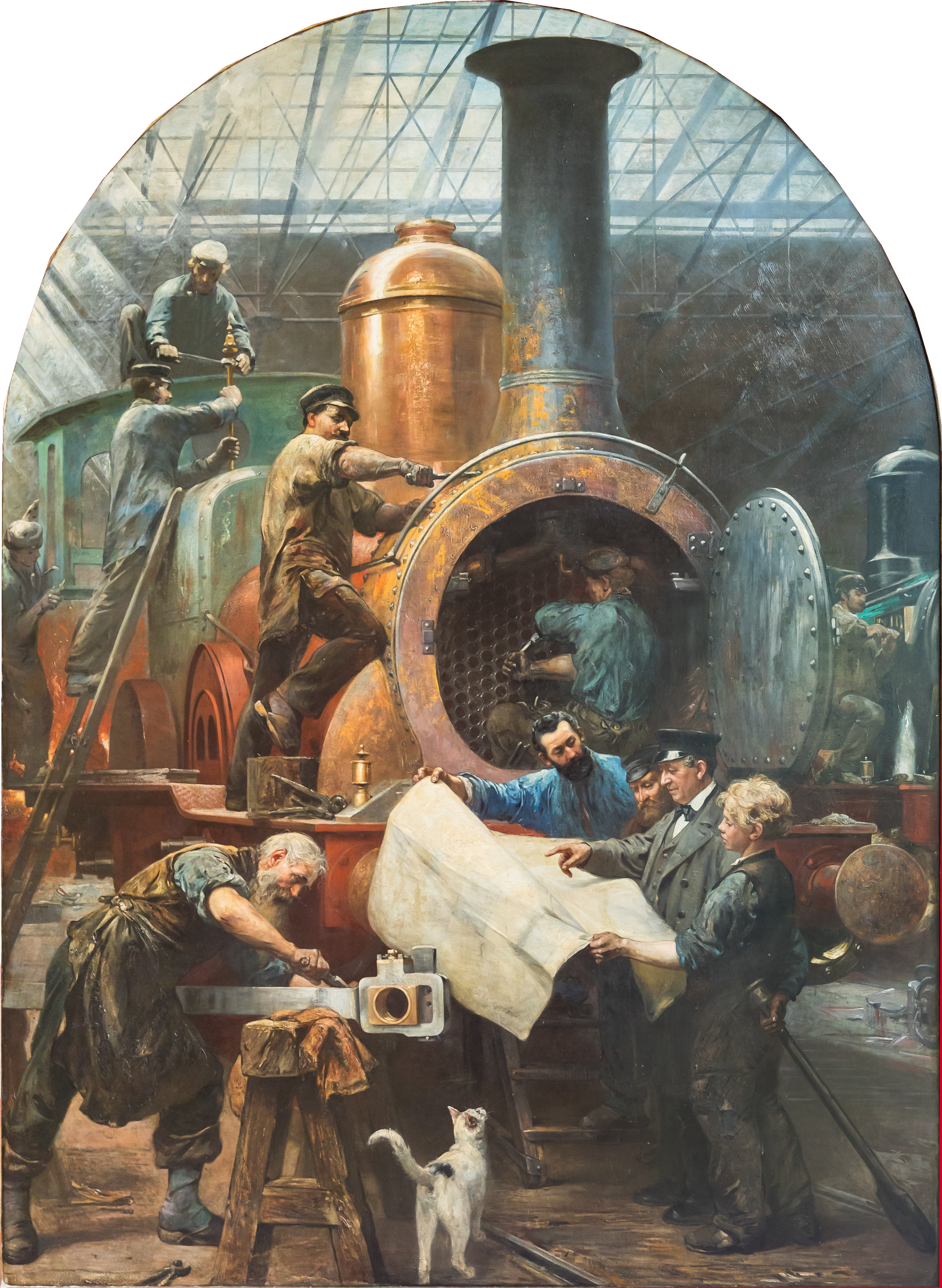
Costruzione di una locomotiva alla Borsig, di Paul Friedrich Meyerheim

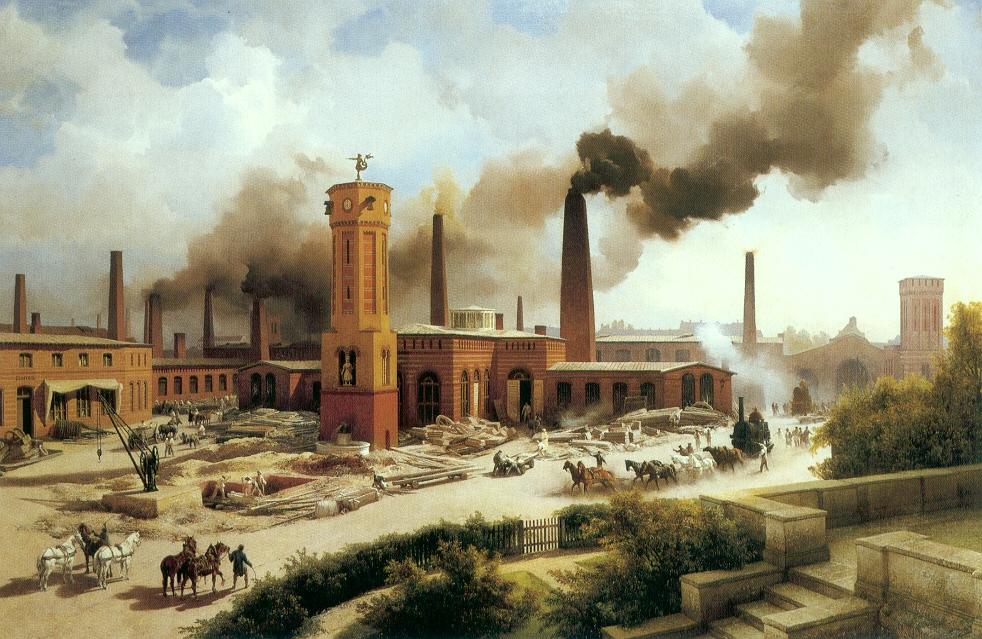
Karl Eduard Biermann: Die Borsigsche Maschinenbau-Anstalt, 1847

A seguito dell'aggiudicazione della fornitura, ulteriori sei macchine di serie furono consegnate nel 1842 alla Berlin-Stettiner Eisenbahn Gesellschaft e alla Oberschlesische Eisenbahn; nel giro di un anno furono consegnate in totale diciotto locomotive alle ferrovie prussiane e nel sito berlinese della Borsig in numero di locomotive costruite aumentò a ventiquattro entro la fine del 1844.
La locomotiva con il numero di costruzione 14 fu la prima unità di una serie di unità analoghe costruite dal 1843 al 1847 per un totale di 71 esemplari; parallelamente l'azienda brevettò un sistema di controllo delle vibrazioni.
Nel 1845 viene costruita la prima locomotiva a due assi accoppiati e nel 1851 la prima locotender. Nello stesso anno furono concretizzate le prime forniture all'estero, destinate alla Warschau-Wiener Bahn e alla Seeländische Eisenbahn. Dal 1845 al 1847 furono costruite 170 locomotive.
A quel tempo Borsig lavorò altresì alla costruzione delle fontane per il Palazzo di Sanssouci, cui fornì un impianto di pompe a vapore, lavorò per la cupola della chiesa di San Nicola a Potsdam e alla cupola del castello di Berlino. Il marchio Borsig era ormai diventato noto in tutta la Germania.

### La crescita

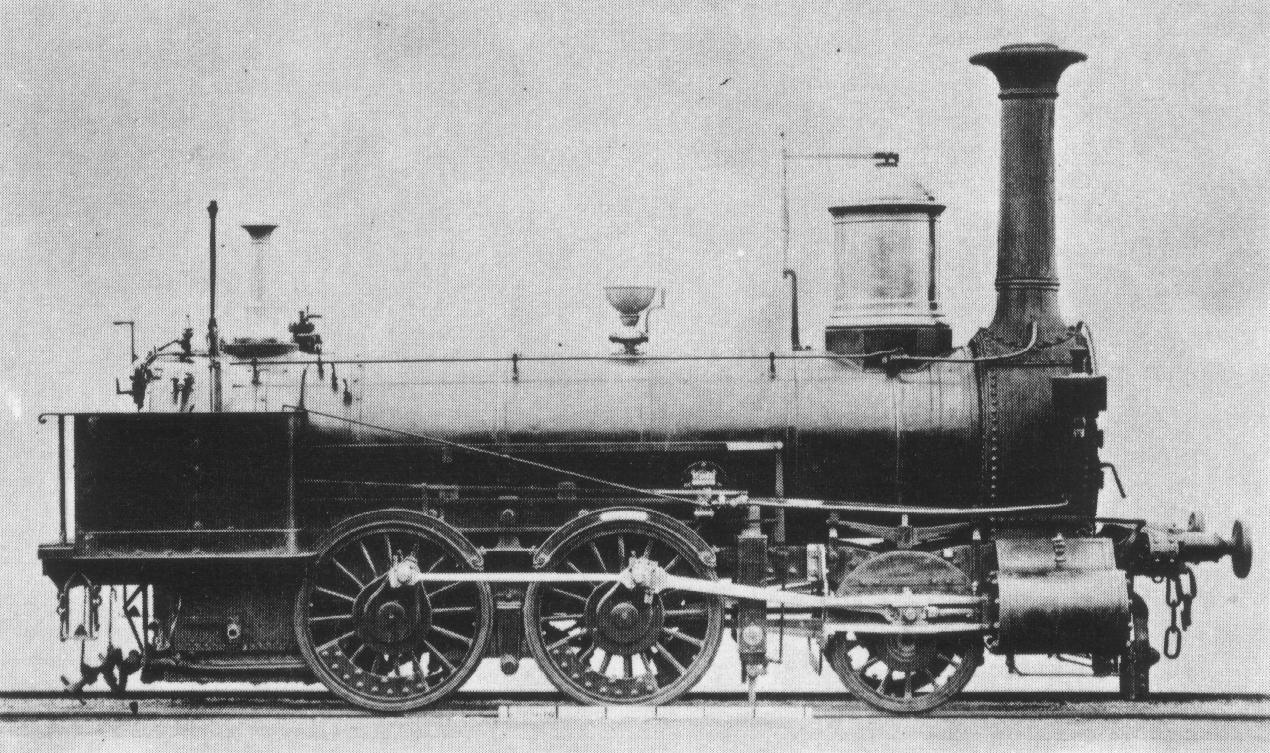
Locomotiva KFNB della Borsig, anno 1857

Gli impianti si svilupparono verso la Chausseestraße dove tra il 1847 e 1849, su un terreno tra Elberfelder Straße e Stromstraße a Berlino Moabit, la Borsig costruì un laminatoio per la fabbricazione di caldaie.
Nel 1850 fu acquisita la fonderia e fabbrica Stiftung Preußische Seehandlung sita in Kirchstraße 6. I tre opifici berlinesi occupavano allora fino a 1.800 dipendenti, numero enorme per l'epoca, che la crisi economica del 1848-1852 non scalfì. Borsig viene nominato Consigliere per il commercio e nello stesso la società Borsig consegnò 67 delle 68 nuove locomotive per il Regno di Prussia.
Nel 1862, quando l'industria impiegava 2.800 persone, vennero aperte nuove fabbriche nella Bassa Slesia (a Breslavia) e nell'Alta Slesia (a Biskupitz, presso Hindenburg); nel 1872 Borsig divenne il primo costruttore in Europa e il secondo al mondo dopo l'americana Baldwin Locomotive Works.
Sul modello degli altri imprenditori illuminati dell'epoca, il Borsig creò per i suoi lavoratori una mutua sanitaria, un'assicurazione in caso di morte e una Cassa di risparmio, così come altre iniziative per i dipendenti. Dopo la sua morte, avvenuta nel 1854, il figlio August Julius Albert prese il controllo dell'azienda. Negli anni successivi lo stesso guidò la Maschinenfabrik Deutschland di Dortmund, lungo il percorso della ferrovia Colonia-Minden.
Fino al 1891 vennero costruiti 85 tram a tre e quattro assi sistema Rowan-Straßen. Il primo di essi, una vettura innovativa per l'epoca, poteva trasportare 98 passeggeri, 8 in prima classe, 30 in seconda e 60 in terza.
Con la morte di Albert Borsig nel 1878 finì l'epoca del capitale della famiglia Borsig: l'azienda venne presa in carico da un curatore incaricato degli interessi dei figli Ernst, Arnold e Conrad.
Nel 1898 viene inaugurata la fabbrica di Tegel, presso Berlino, raggiungibile tramite ferrovia e navigazione fluviale.

### Nel Novecento

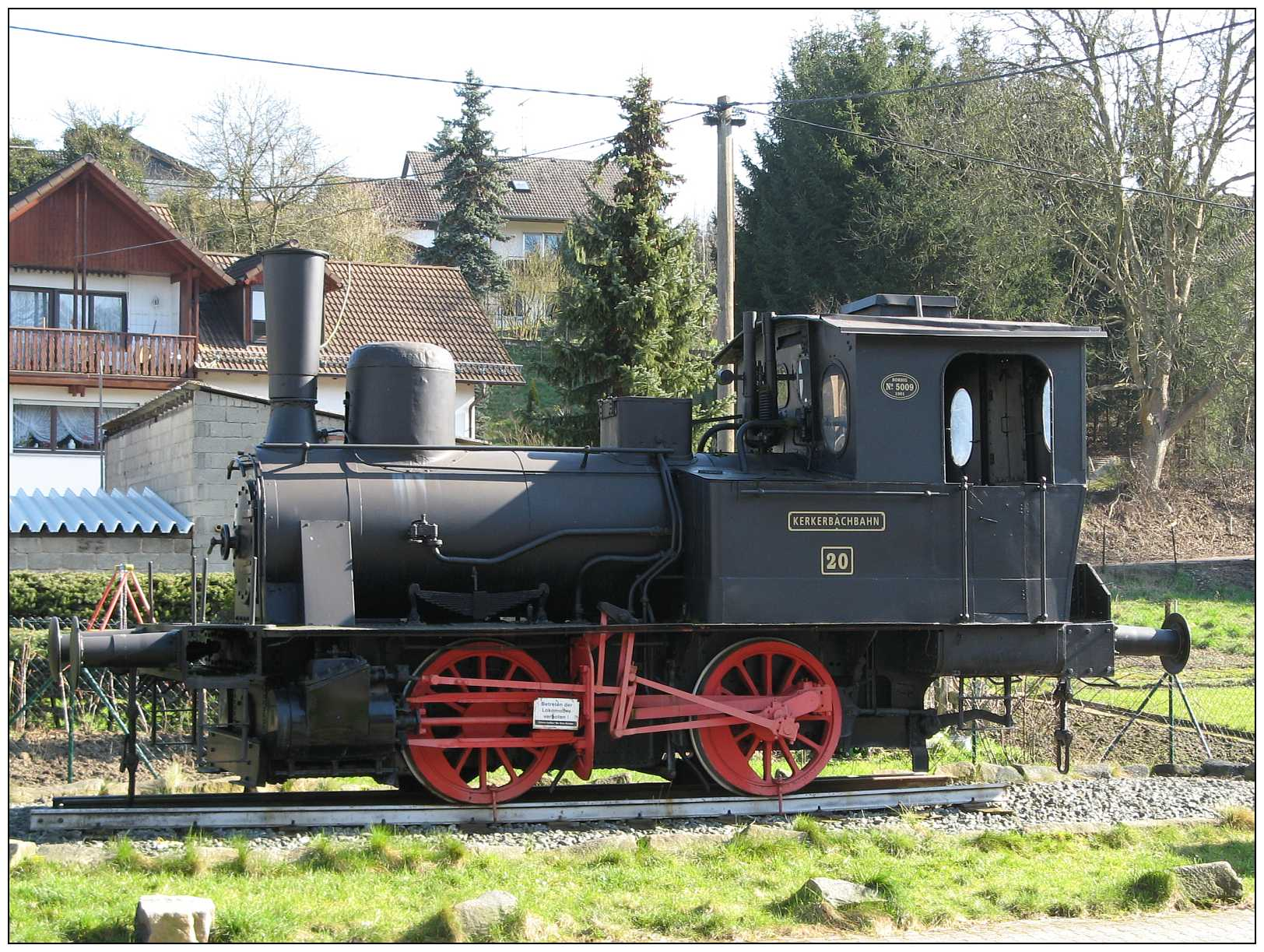
Locomotiva Borsig N. 5009, anno 1901

Sotto la direzione dell'ingegnere capo August Meister, in carica dal 1912 vennero progettate dalla Borsig le locomotive P 10 e la HBE Tierklasse. Dal 1922 Borsig fornì numerose locomotive unificate alla Deutsche Reichsbahn: tale standardizzazione fece sì che funzionari della stessa DR si stabilissero presso gli stabilimenti Borsig.
Nel 1926 l'azienda fu trasformata in società a responsabilità limitata (GmbH). La crisi economica del 1929 portò all'acquisto di una quota societaria da parte della Deutsche Reichsbahn. Dal 1924 al 1929 la produzione Borsig si estese anche ai trattori agricoli.
A causa della crisi, nel 1930 la Borsig fu posta in liquidazione e nel 1931 fusa con la AEG. Quest'ultima fin dal 1918 aveva a sua volta iniziato la produzione di locomotive a vapore nella sua produzione affiancandola a quella aeronautica a Hennigsdorf. I siti di Tegel e Hennigsdorf produssero locomotive fino al 1934, allorché nel gennaio successivo il sito produttivo di Tegel venne amministrativamente accorpato a quello di Hennigsdorf, diventando un'unica società chiamata Borsig-Lokomotiv-Werke GmbH Hennigsdorf (BLW). Il direttore della Borsig, Valentin Litz, assieme all'ingegnere capo Adolf Wolff progettarono in tale periodo la locomotiva veloce 05 001 che nel marzo 1935 fu presentata al pubblico a Tegel.

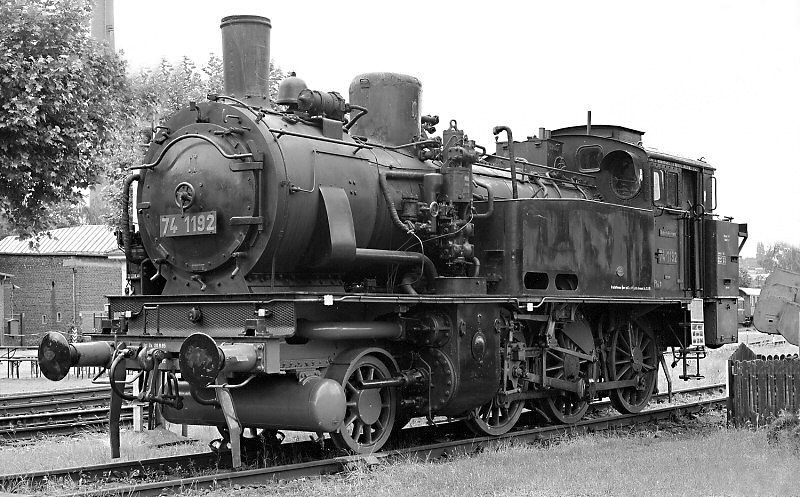
Preußische T 12 della Borsig, anno 1921

Il sito di Tegel della Borsig venne infine acquisito dalla Rheinmetall AG nel 1936, creando così la Rheinmetall-Borsig AG, passando successivamente sotto controllo dalla VIAG.
La maggioranza azionaria della BLW passò nel 1938 della Reichswerke Hermann Göring. Dal 1942 Borsig costruì le locomotive gruppo 52.
Nel dopoguerra sul progetto della locomotiva Locomotiva DR 42 venne impostata da Borsig un'ulteriore serie di locomotive Mallet (rodiggio (1'C)D).
Dopo il 1945 la gestione della fabbrica di Hennigsdorf venne rinominata Lokomotivbau Elektrotechnische Werke Hans Beimler (LEW). La Borsig AG, azienda consociata alla Rheinmetall di Düsseldorf, venne trasformata nel 1956 in società per azioni Salzgitter AG.
Nel 1967 fu ricreata la Borsig GmbH, nel 1970 acquisita dalla Deutsche Babcock AG dando vita alla Babcock-Borsig AG.

### Nuovo millennio e cessione
Nel luglio 2002 la casa madre Babcock-Borsig AG di Oberhausen dichiarò fallimento e nel settembre dello stesso anno il curatore trasferì alla nuova Borsig GmbH il capitale di 1,9 milioni di euro.
Il 28 maggio 2003 l'azienda venne acquisita da investitori che la rinominarono Nuova Borsig GmbH: all'epoca tale azienda occupava 263 dipendenti e tra Berlino e Gladbeck. Nel dicembre 2004 l'impresa acquistò l'industria meccanica a ZM Zwickauer Maschinenfabrik e nel settembre 2006 la DIM KWE, fabbrica di caldaie di Hannover.
Nel marzo 2008 la Borsig GmbH assieme alle altre società viene acquisita per 350 milioni di euro dalla KNM Group Berhad di Kuala Lumpur, gruppo attivo nell'industria degli impianti petrolchimici.

## Dati societari
Le divisioni del gruppo, dopo la ristrutturazione dei primi anni duemila, erano le seguenti:
- Babcock-Borsig AG
- Borsig Boiler Systems GmbH, Amburgo
- Borsig GmbH, Berlin-Tegel
- Borsig Industrieholding GmbH, Berlin-Tegel
- Borsig Membrane Technology GmbH, Gladbeck (Büro Nord) e Rheinfelden (Büro Süd)
- Borsig Process Heat Exchanger GmbH, Berlin-Tegel
- Borsig Service GmbH, Berlin-Tegel, Gladbeck e Amburgo
- Borsig ZM Compression GmbH, Meerane

### Torre Borsig
La Borsigturm è un grattacielo del 1922 sul sito della Borsigwerke, fu il primo grattacielo di Berlino. La torre ha struttura in acciaio, con facciate in mattoni. In cima vi è un serbatoio per l'acqua come una torre piezometrica. L'architetto della torre fu Eugen Schmohl, che costruì anche la Ullsteinhaus a Tempelhof. La torre divenne la sede degli uffici della Borsig.
Fino al 2009 non furono ammessi visitatori. Dopo furono aperti tre piani. Il lounge alla cima della torre a 60 metri di altezza offre un bel panorama della città. La nuova sala Meistersaal è disponibile per convegni.

## Galleria d'immagini

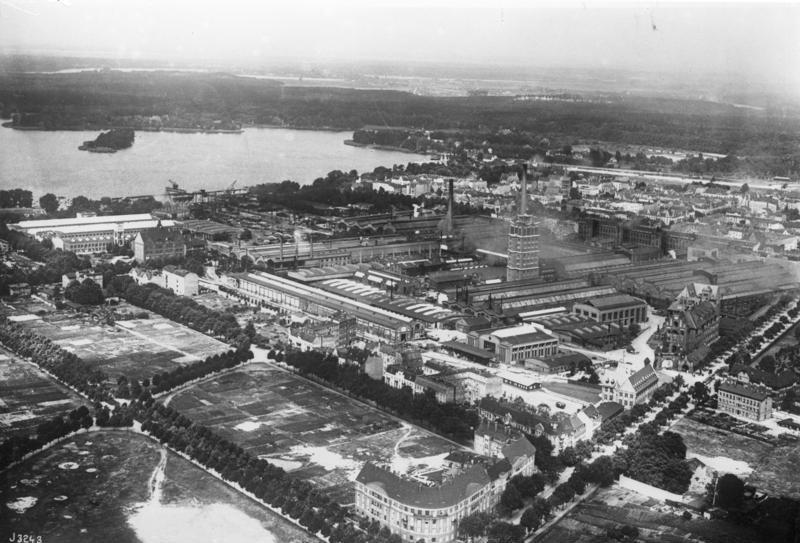
Fotografia aerea della Borsig, 1931
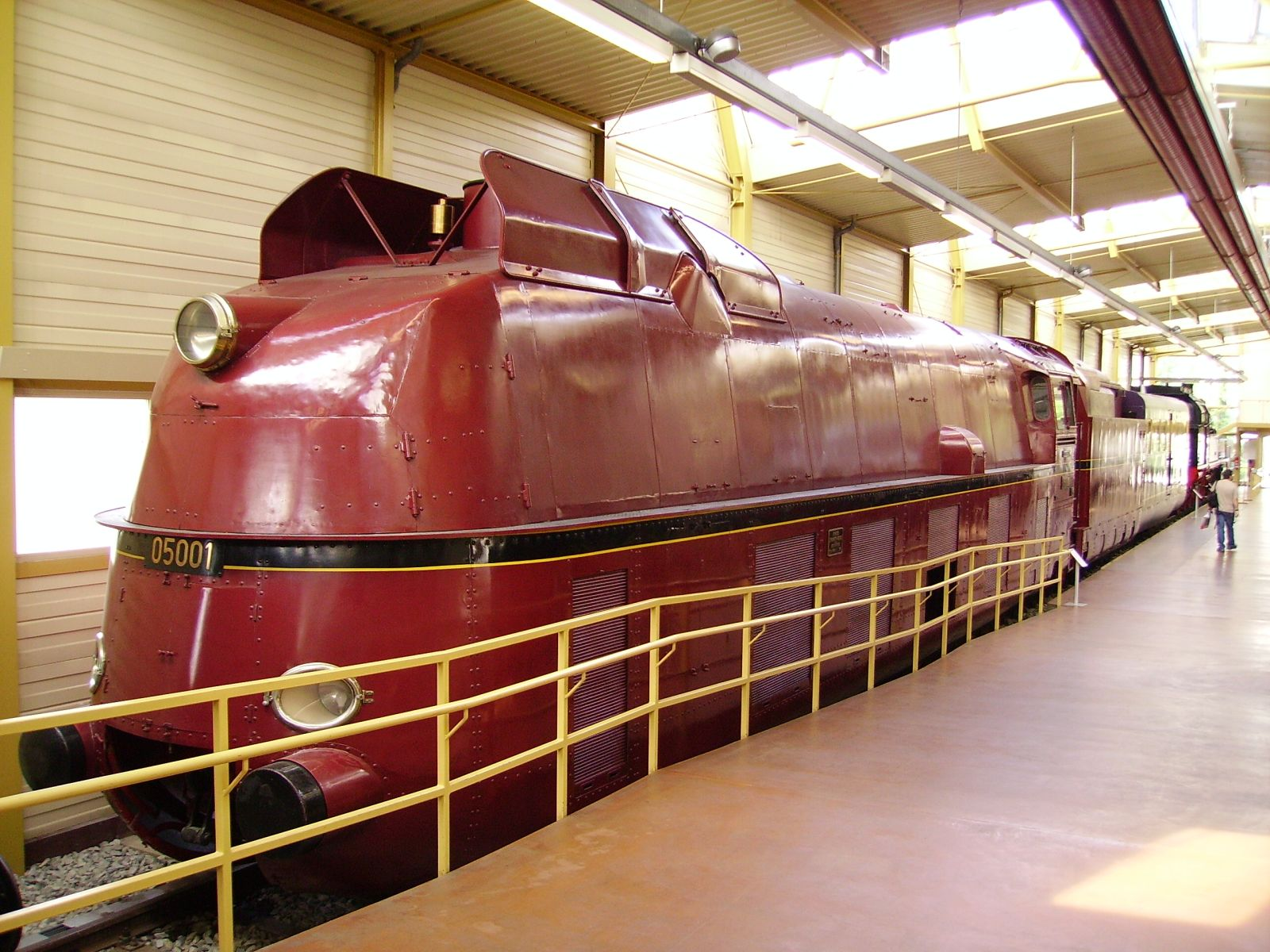
Locomotiva record Borsig gruppo 05, 1935
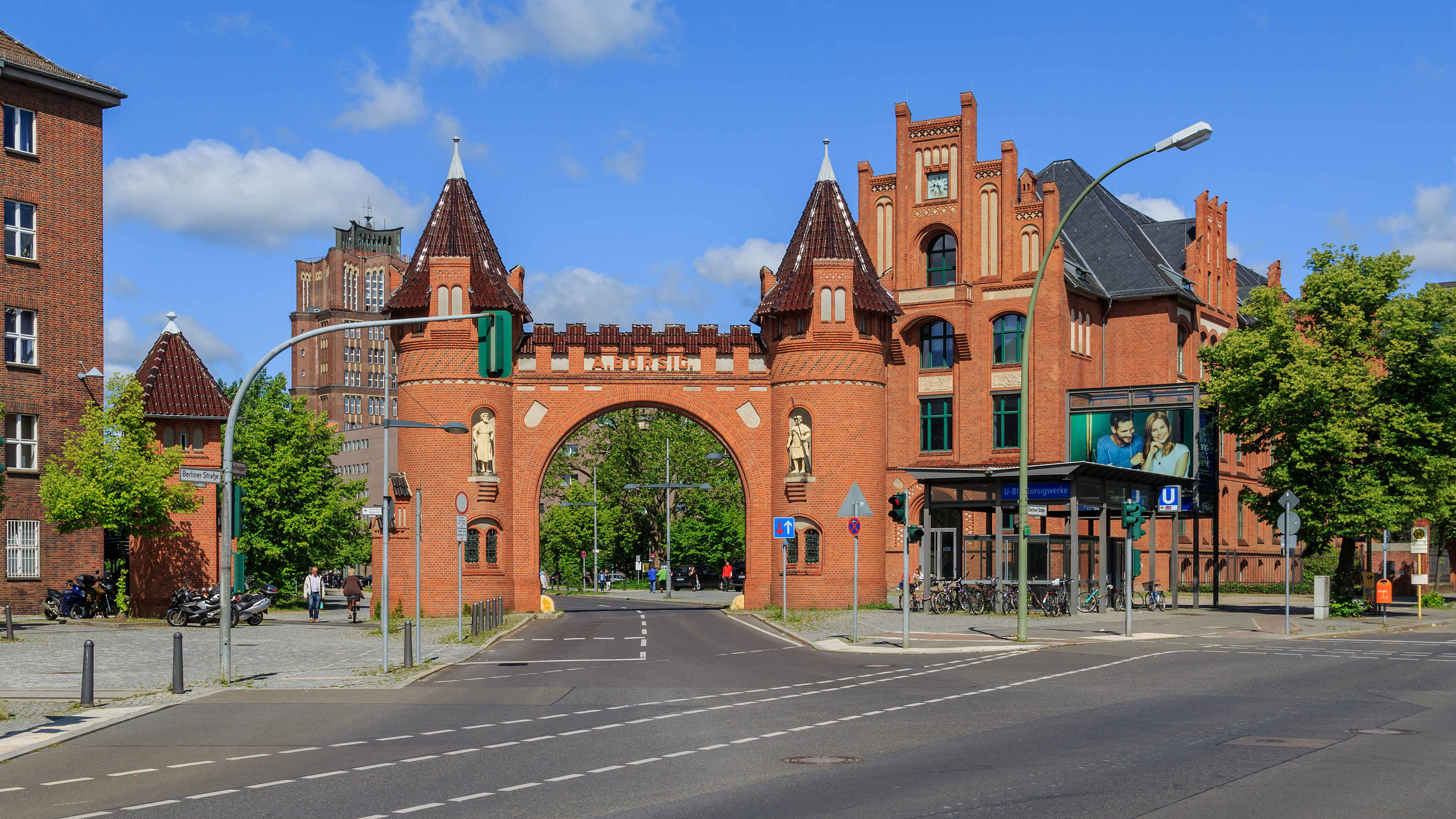
Ingresso allo stabilimento di Berlino-Tegel
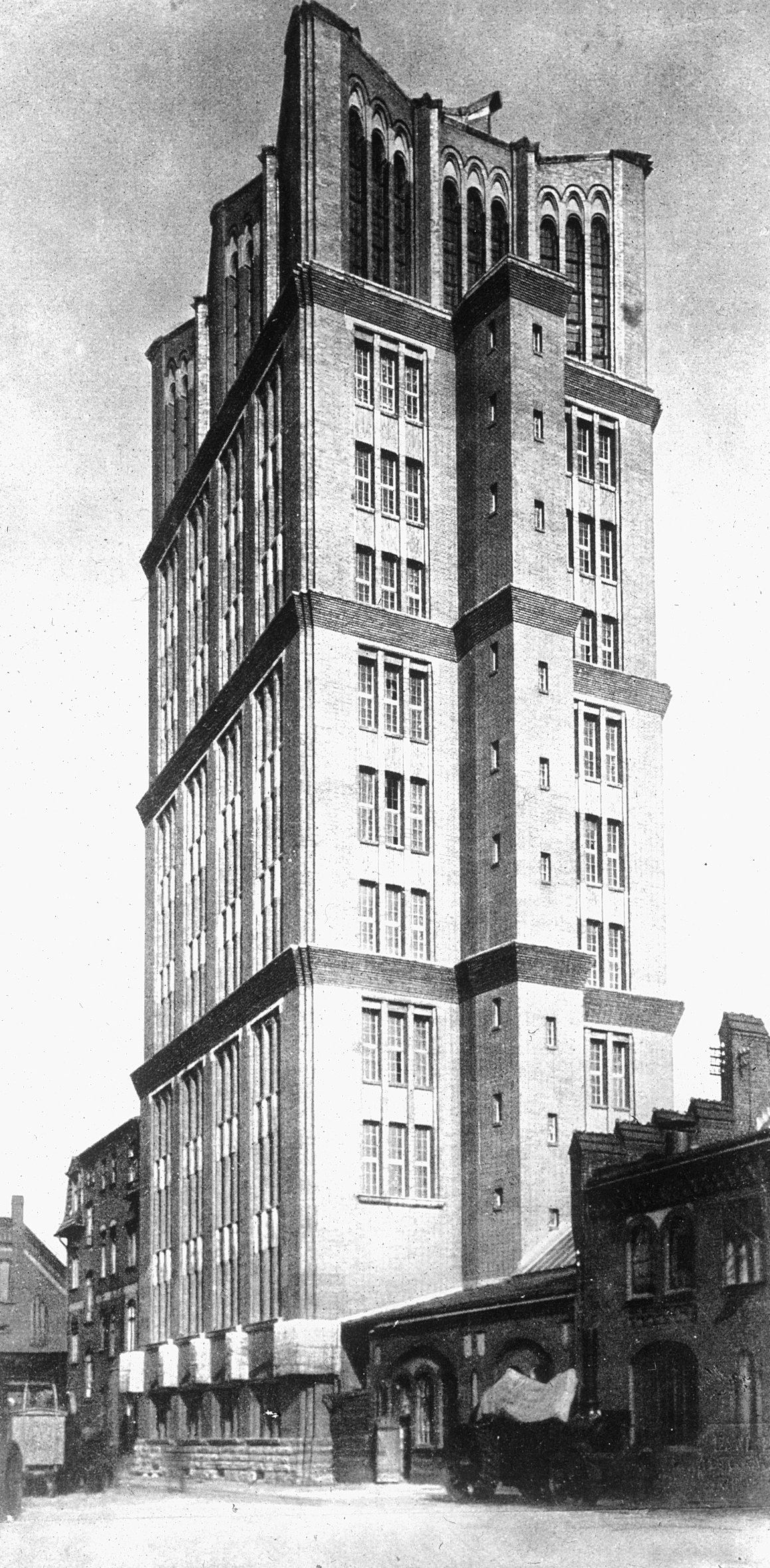
La torre nel 1925
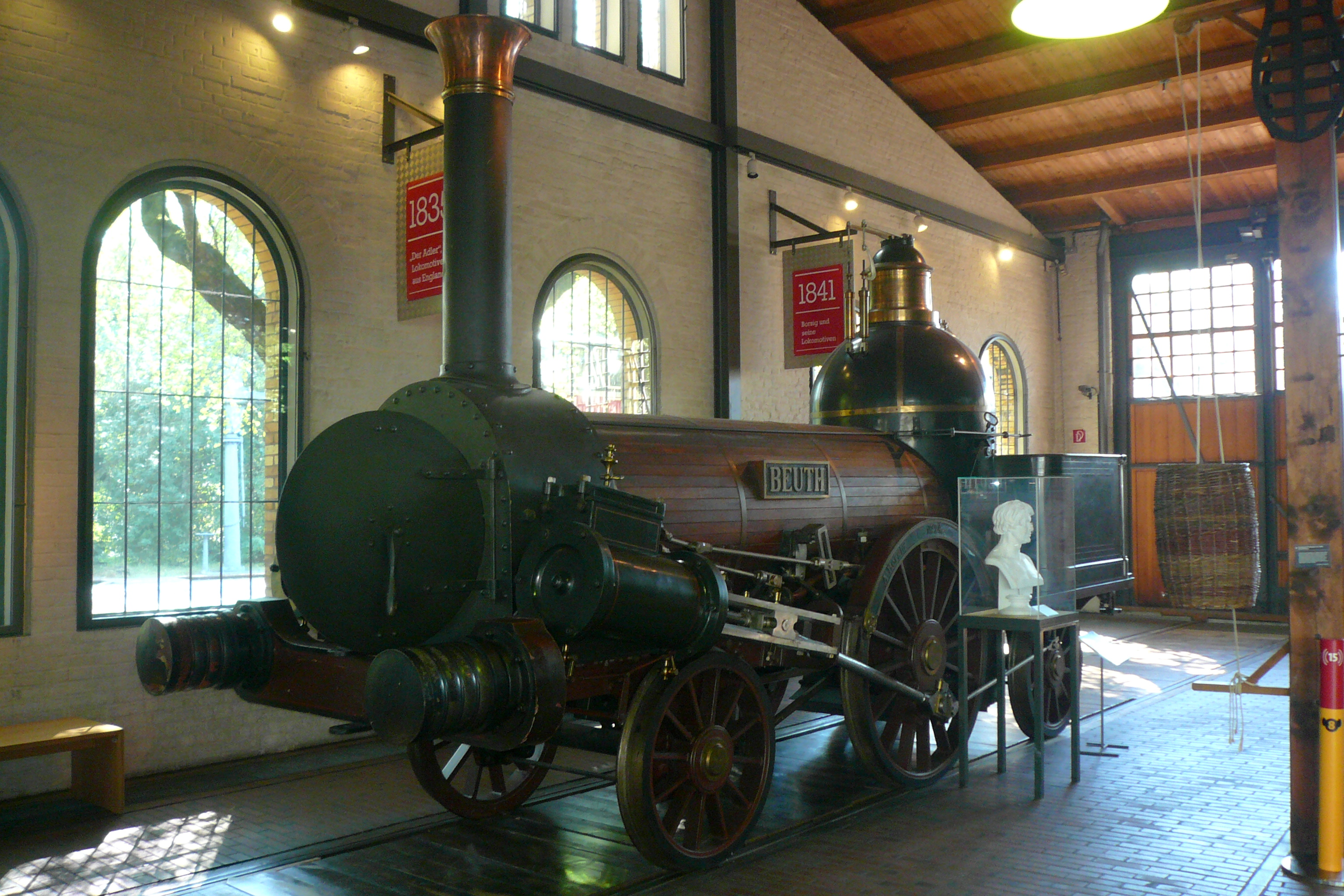
Locomotiva Beuth del 1843 presso il Deutsches Technikmuseum Berlin
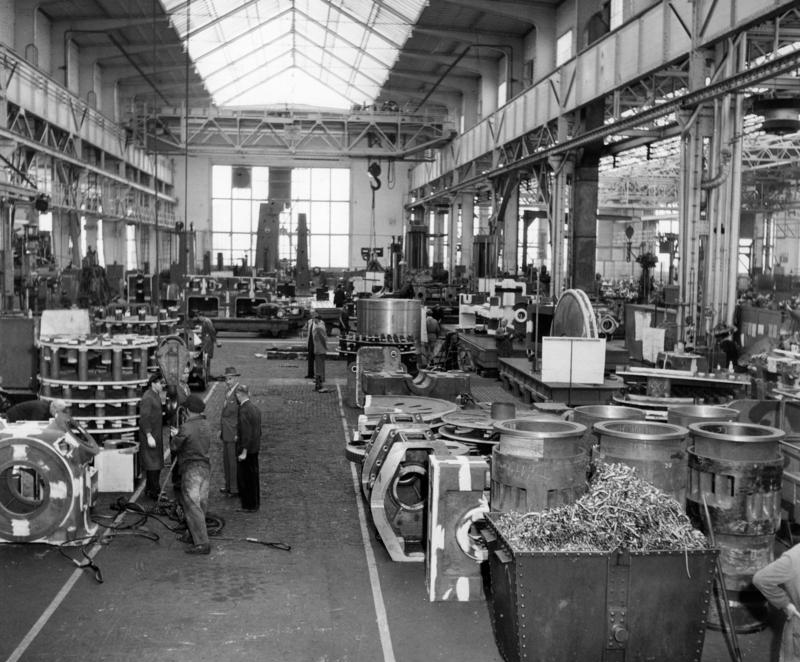
Sito produttivo di 22.240 m², Borsig AG, 1954